# Pont de Houei Sai
Le pont de Houei Sai, ou quatrième pont de l'amitié lao-thaïlandaise, est un pont situé sur le Mékong reliant la province de Chiang Rai en Thaïlande et la ville de Houei Sai, dans la province laotienne de Bokeo. Inauguré le 11 décembre 2013, il facilite les transports routiers entre la province chinoise du Yunnan et le nord de la Thaïlande, jusqu'alors limités par la nécessité d'emprunter un bac pour traverser le Mékong.
Sa longueur est de 480 m pour 14,5 m de large.

## Histoire
Il s'agissait à l'origine d'un projet trinational, impliquant la Chine, le Laos et la Thaïlande. Son coût prévisionnel de 43 millions de dollars américains est passé à 1,49 milliard de baths au 1er juillet 2013, financé à 50 % par chacun des deux pays riverains (la Chine avançant l’argent au gouvernement laotien). L'appel d'offre pour la construction du pont a retenu une société thaïlandaise et une société chinoise.
L'accord tripartite pour la construction du pont a été signé en 2005, pour le début des travaux en juin 2009 et l'inauguration en 2011. L'ensemble du projet a cependant été retardé par la crise financière de 2008 et les travaux n'ont débuté que fin février 2010, pour s'achever en décembre 2013, le pont lui-même étant praticable par certains véhicules depuis décembre 2012.

## Sources
- Le Rénovateur, no 577, 8 février 2010, p. 11